# IPTP Networks
IPTP Networks（IPTP Networks）是集系统集成商，一级单宿主网络（AS 3356），互联网服务提供商(AS 41095) 以及全球运营爲一體的软件开发集团，在阿姆斯特丹（荷兰），利马索尔（塞浦路斯），纽约（美国），莫斯科，新罗西斯克（俄罗斯），香港（中国），利马（秘鲁），圣保罗（巴西），拉巴斯（玻利维亚）和胡志明市（越南）均设有办事处。
公司为一级网络互联网服务提供商（ISP）运营全球骨干网，在全球175+ 多个数据中心提供连接。
另外公司有自主开发的ERP和CRM平台，IPTP智能空间自动化解决方案的主要组件之一。 其他服务包括连接服务，托管统一通信服务，安全管理服务，托管移动通信服务，托管数据中心服务。
IPTP 支持 LinuxMCE 平台 

## 网络
公司營運多功能的和冗餘寬帶的 MPLS 網絡遍及175 +數據中心及橫跨四大洲37個國家中的58個城市。公司利用其跨大西洋，太平洋，歐亞，印度和地中海海底和陸上的光纖電纜, 連接客戶接入不同的互聯網交換中心及全球金融中心。

## 低延遲路線
- Europe-Russia-Mongolia-China (ERMC)
- Europe-Russia-Asia (ERA)
- ERC or Europe-Russia-China
- Transit Europe-Asia (TEA)
- Transit Europe-Asia 2 (TEA-2)
- Transit Europe-Asia 3 (TEA-3)
- Transit Europe-Asia 4 (TEA-4)
- The Hokkaido-Sakhalin Cable System (HSCS)
- ALEXANDROS
- APCN 2
- PC-1
- Atlantic Crossing 1
- Fiber-Optic Link Around the Globe (FLAG)
- FLAG Atlantic-1 (FA-1)
- TGN-Eurasia (TGN-EA)
- EASSy
- SAFE (cable system)
- GlobeNet
- Mid-Atlantic Crossing (MAC)
- ATLANTIS-2
- SEA-ME-WE 4
- Asia-America Gateway
- HAWK
- Apollo (cable system)
- MedNautilus

## 互連
IPTP Networks是一家全球二级互联网服务提供商。是 AMS-IX, DE-CIX, Linx, MSK-IX, Telx Internet Exchange, 的成员之一，它使用一种选择性互連  政策，并在全球擁有超过1000條互連。

## 在全球互聯網交換中心交換點
- 阿姆斯特丹（AMS-IX）
- 亚特兰大Telx领带
- Ashburn Equinix
- BBIX香港/新加坡
- 加利福尼亚/ CoreSite – Any2
- 洛杉矶– Any2
- 开普敦– NAP非洲
- 芝加哥Equinix
- 达拉斯春分
- 香港春分
- 香港（HKIX）
- 法兰克福（DE-CIX）
- 伦敦（LINX）
- 洛杉矶春分
- 马德里（ESPANIX）
- 迈阿密–美洲国家行动计划
- 米兰（MIX-IT）
- 莫斯科（MSK-IX）
- 纽约（DE-CIX）
- 纽约Equinix
- 纽约Telx TIE
- 纽约（NYIIX）
- 巴黎Equinix
- 圣彼得堡（SPB-IX）
- 西雅图（六）
- 新加坡Equinix
- 新加坡（SGIX）
- 东京Equinix
- JPNAP东京
- JPNAP东京2
- 多伦多（TorIX）
- 基辅（DTEL-IX）
- 苏黎世Equinix

欧洲
- 荷兰
  - 阿姆斯特丹
- 芬兰
  - 赫尔辛基
- 英国
  - 伦敦
  - Slough
- 法国
  - 巴黎
  - 马赛
- 俄罗斯
  - 莫斯科
  - 圣彼得堡
  - 新西伯利亚
  - 符拉迪沃斯托克
- 乌克兰
  - 基辅
- 瑞士
  - 苏黎世
- 意大利
  - 米兰
- 西班牙
  - 马德里
- 德国
  - 法兰克福

亚洲
- 中国
  - 香港
  - 台湾
- 新加坡
- 日本
  - 东京
- 印度
  - 孟买
- 韩国
  - 首尔

美洲
- 加拿大
  - 多伦多
- 美国
  - 弗吉尼亚州阿什本，弗吉尼亚州
  - 亚特兰大，乔治亚州（美国）
  - 达拉斯，德克萨斯
  - 丹佛，科罗拉多
  - 芝加哥，伊利诺伊州
  - 迈阿密，佛罗里达
  - 纽约， NY
  - 洛杉矶， CA
  - 圣何塞， CA
  - 西雅图， WA
  - 华盛顿特区。
- 巴西
  - 圣保罗

非洲
- 南非
  - 约翰内斯堡

中东地区
- 塞浦路斯
  - Nicosia
  - Limassol
- 阿联酋
  - 迪拜
- 土耳其
  - 伊斯坦布尔